# Paul Muni
Paul Muni, pseudonimo di Frederich Meshilem Meier Weisenfreund (Leopoli, 22 settembre 1895 – Montecito, 25 agosto 1967), è stato un attore statunitense.
Fu un versatile attore dell'era d'oro di Hollywood, vincitore di un Premio Oscar e candidato per altri quattro.

## Biografia
Muni nacque a Leopoli, in Galizia (al secolo una provincia dell'Impero austro-ungarico, attualmente parte dell'Ucraina), il 22 settembre del 1895 da una famiglia ebraica ashkenazita. Emigrò con la propria famiglia negli Stati Uniti nel 1902, all'età di sette anni. Entrambi i genitori erano attori di teatro yiddish e Muni li seguì ben presto sul palcoscenico. Alla sua prima apparizione sulle scene all'età di dodici anni, venne subito notato e scritturato da Maurice Schwartz, proprietario dello Yiddish Art Theater. Nel suo primo ruolo in un capriccio teatrale, Muni interpretò un uomo di ottant'anni, un debutto significativo per un attore che nella propria carriera amò assumere accenti diversi e abbigliarsi con costumi particolarmente elaborati.
All'età di 29 anni, Muni cominciò a recitare nei teatri di Broadway. Il suo primo ruolo, quello di un anziano ebreo nella pièce Noi americani (We Americans) di Sam Harris, fu anche il primo in cui ebbe occasione di recitare in lingua inglese. Tre anni più tardi, nel 1929, venne assunto dalla Fox Film Corporation e ottenne la sua prima candidatura al premio Oscar al miglior attore, per il suo primo film, The Valiant ma, scontento dei ruoli disponibili, decise di tornare a Broadway.
Nel 1932 raggiunse nuovamente Hollywood per recitare nei film Scarface - Lo sfregiato (1932) e Io sono un evaso (1932), per il quale ottenne una seconda candidatura all'Oscar come migliore attore. I titolari della casa produttrice Warner Brothers riconobbero quindi il suo notevole talento e lo assunsero con un contratto a lungo termine. Negli anni successivi fu nuovamente candidato al premio per il film Emilio Zola del 1937 (oltre ad aver partecipato al film Adorazione), per poi finalmente vincere l'ambita statuetta con l'interpretazione di Louis Pasteur nel film La vita del dottor Pasteur (1939).
Fino all'anno del suo ritiro dalle scene, Muni continuò a recitare sia per il cinema che per il palcoscenico, consolidando la propria fama di talentuoso per quanto eccentrico individuo. Era conosciuto per alterarsi se qualcuno indossava abiti rossi, ma al tempo stesso era nota la sua passione per il violino, che amava suonare per rilassarsi nei momenti di pausa. Diventò inoltre sempre più dipendente dalla moglie Bella, la quale terrorizzava i registi, forzandoli a girare più volte le scene che non la soddisfacevano.
Dopo vari progetti falliti, nel 1955 Muni fu candidato per un Tony Award, grazie al ruolo di Henry Drummond in Inherit the Wind. La sua salute stava comunque deteriorandosi verso l'infermità, tanto che, nel 1959, poco dopo aver ottenuto la sua ultima candidatura all'Oscar come migliore attore per il film Addio dottor Abelman! (1959), l'attore si ritirò definitivamente. Morì nel 1967 nella località di Montecito, California.

## Filmografia

### Cinema
- The Valiant, regia di William K. Howard (1929)
- Seven Faces, regia di Berthold Viertel (1929)
- Scarface - Lo sfregiato (Scarface), regia di Howard Hawks, Richard Rosson (1932)
- Io sono un evaso (I Am a Fugitive from a Chain Gang), regia di Mervyn LeRoy (1932)
- Il mondo cambia (The World Changes), regia di Mervyn LeRoy (1933)
- L'imprevisto (Hi Nellie!), regia di Mervyn LeRoy (1934)
- Il selvaggio (Bordertown), regia di Archie Mayo (1935)
- Black Fury, regia di Michael Curtiz (1935)
- Il dottor Socrate (Dr. Socrates), regia di William Dieterle (1935)
- La vita del dottor Pasteur (The Story of Louis Pasteur), regia di William Dieterle (1936)
- La buona terra (The Good Earth), regia di Sidney Franklin (1937)
- Adorazione (The Woman I Love), regia di Anatole Litvak (1937)
- Emilio Zola (The Life of Emile Zola), regia di William Dieterle (1937)
- Hollywood Goes to Town, cortometraggio, non accreditato, regia di Herman Hoffman (1938)
- For Auld Lang Syne, cortometraggio, non accreditato (1938)
- Il conquistatore del Messico (Juarez), regia di William Dieterle (1939)
- Non siamo soli (We Are not Alone), regia di Edmund Goulding (1939)
- La baia di Hudson (Hudson's Bay), regia di Irving Pichel (1941)
- Uragano all'alba (Commandos Strike at Dawn), regia di John Farrow (1942)
- La taverna delle stelle (Stage Door Canteen), regia di Frank Borzage (1943)
- L'eterna armonia (A Song to Remember), regia di Charles Vidor (1945)
- Contrattacco (Counter Attack), regia di Zoltán Korda (1945)
- L'infernale avventura (Angel on My Shoulder), regia di Archie Mayo (1946)
- Imbarco a mezzanotte, regia di Joseph Losey, Andrea Forzano (1951)
- Addio dottor Abelman! (The Last Angry Man), regia di Daniel Mann (1959)

### Televisione
- General Electric Theater – serie TV, episodio 4x23 (1956)

## Doppiatori italiani
- Emilio Cigoli in Io sono un evaso, Il conquistatore del Messico, Uragano all'alba, Contrattacco, Addio dottor Abelman!
- Giulio Panicali in Scarface - Lo sfregiato
- Fosco Giachetti in Adorazione
- Lauro Gazzolo in L'eterna armonia
- Pino Locchi in Scarface - Lo sfregiato (primo ridoppiaggio)
- Antonio Palumbo in Scarface - Lo sfregiato (secondo ridoppiaggio)
- Giuseppe Rinaldi in La buona terra (ridoppiaggio)[1]
- Claudio Sorrentino in Emilio Zola (ridoppiaggio)[2]
- Vittorio Stagni in L'eterna armonia (ridoppiaggio)

## Riconoscimenti
- Premio Oscar
  - 1930 – Candidatura al miglior attore per The Valiant
  - 1934 – Candidatura al miglior attore per Io sono un evaso
  - 1937 – Miglior attore per La vita del dottor Pasteur
  - 1938 – Candidatura al miglior attore per Emilio Zola
  - 1960 – Candidatura al miglior attore per Addio dottor Abelman!

- Festival del cinema di Venezia
  - 1936 – Coppa Volpi per la migliore interpretazione maschile per La vita del dottor Pasteur